# 江东亮
江东亮（1937年9月1日—），上海人，著名无机材料科学家，中国工程院院士，在中国科学院上海硅酸盐研究所工作；现任国家重点实验室学术委员会主任。

## 履历[1]
- 1960年，毕业于南京化工学院。
- 1981年至1983年，在美国密歇根大学冶金和材料科学工程系工作。
- 1992年，入选国际陶瓷科学院院士
- 2001年，当选中国工程院院士。